# Большая Танеевка
Большая Танеевка — упразднённая деревня, находившаяся в подчинении Ленинского райсовета городского округа Саранск. Упразднена в 1976 году.

## Название
Название-антропоним, происходящий от фамилии владельцев деревни, Танеевых. Из списка «Состав мужского населения Завального и Руднинского станов на 1725 год» видно, что владельцем был «сержант Александр Тимофеев сын Танеев». С возникновением другого населённого пункта, принадлежащего также Танеевым, старое селение стало называться Большой Танеевкой, а новое — Малой Танеевкой.

## География
Располагалась на речке Карнай, в 13 км к югу от центра Саранска.

## История
Основано село в XVII веке.

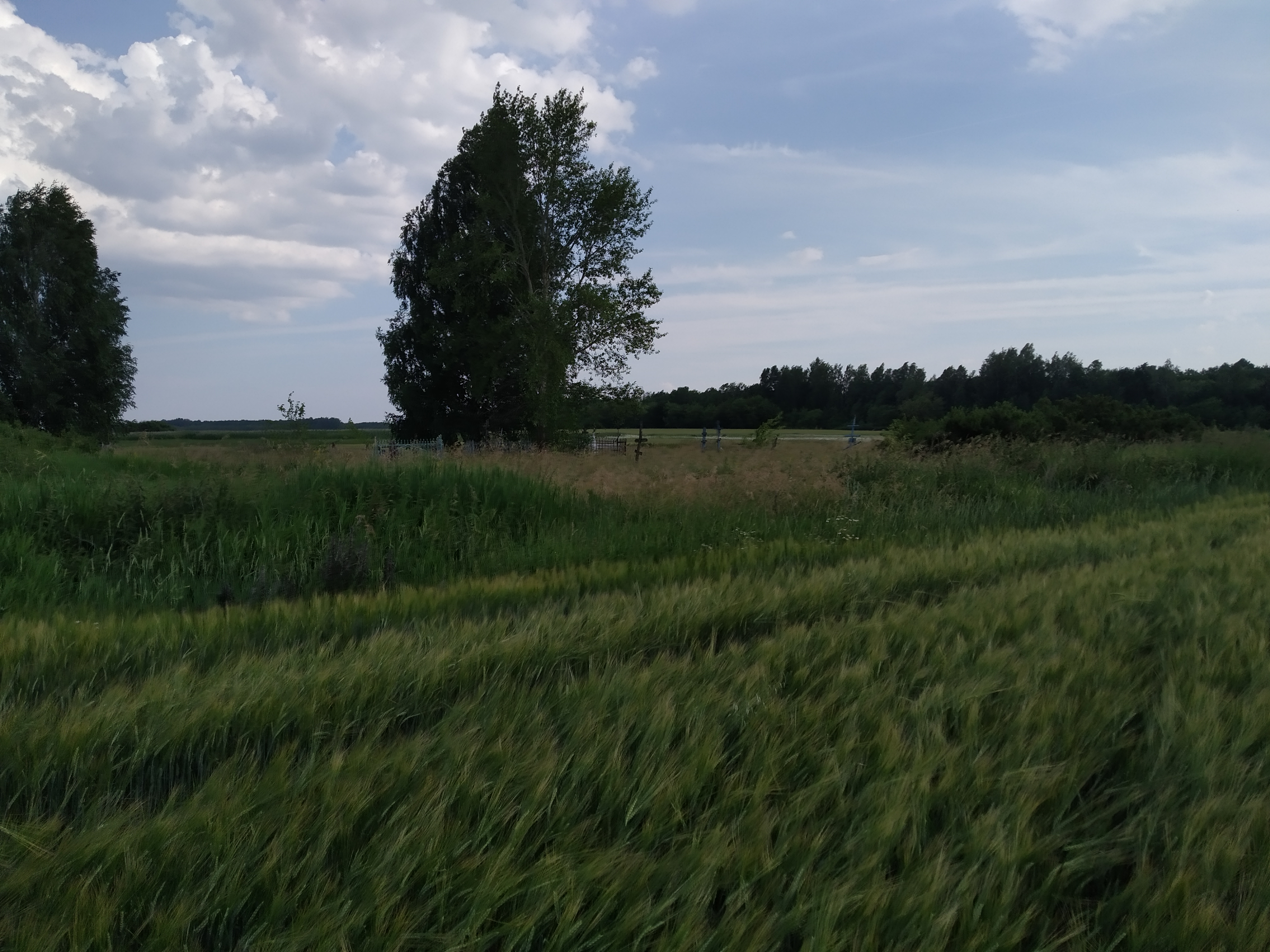
Кладбище на месте расположения села Большая Танеевка

В 1761 году в селе построена деревянная Казанская церковь, в последствии приписанная к приходу села Нечаевки.  
В 1855 году крестьяне Большой Танеевки, вооружившись топорами, вилами и косами, ушли в ближайший лес, где расположились лагерем и организовали повстанческий отряд. Причиной к этому стала продажа крестьян на своз помещику Лукояновского уезда Лубяновскому В. В ходе бунта был убит становой пристав, за что большое количество танеевцев сослали в Сибирь.
Согласно «Списку населённых мест Пензенской губернии» за 1869 год Большая Танеевка (Богородское) — бывшее владельческое село Саранского уезда из 19 дворов и 128 жителей.
В «Памятной книжке Пензенской губернии за 1889 год» Большая Танеевка указано как населённый пункт Булгаковской волости с населением 197 человек.
Из «Справочной книги по Пензенской губернии на 1894 год» известно, что в селе располагалось 30 дворов и проживало 215 человек.
В годы коллективизации в селе был образован колхоз «им. Ухтомского».
В 1931 году исходя из данных «Списка населённых пунктов Средне-волжского края» Большая Танеевка была отнесена к Нечаевскому сельскому совету. В селе на данный момент проживало 279 человек. Преобладающая национальность — русские.
К 1984 году Большая Танеевка полностью опустела. В настоящее время на поле, где располагалось село, осталось лишь небольшое кладбище.